# 부고환
부고환(副睾丸) 또는 부정소(副精巢)은 남성 생식 기관의 일부이며, 모든 수컷 포유류에 존재하는 기관이다. 이것은 각 고환에서부터 수정관에 이르는 수출관들을 연결해주는, 빽빽하게 꼬아진 가느다란 관이다.

## 구분
부고환은 세 군데의 주요 부분으로 나뉜다.
- 머리 : 부고환머리는 고환의 종격(고환종격)에서 나온 수출관을 통해 정자를 받는다. 이것이 가진 조직학적 특징은, 가느다란 근상피세포이다. 정액의 농도가 이 부분에서 묽어진다.
- 몸통
- 꼬리 : 이 부분은 흡수를 통해 정액의 농도를 짙게 하는 데 관련되어 있어, 머리 부분보다 더 두꺼운 근상피세포를 갖고 있다.

## 같이 보기
- 사람 세포 유형 목록